# Onthophagus graniceps
Onthophagus graniceps là một loài bọ cánh cứng trong họ Bọ hung (Scarabaeidae).